# Поцхверашвили, Ираклий Тадеозович
Ираклий Тадеозович Поцхверашвили (1929, ССР Грузия) — составитель поездов станции Тбилиси — Грузовая Закавказской железной дороги, Грузинская ССР. Герой Социалистического Труда (1974).

## Биография
После срочной службы в Советской Армии с начала 1950-х годов трудился сцепщиком, помощником составителя поездов Северного парка на станции Тбилиси-Грузовая Закавказской железной дороги. С 1966 года — составитель поездов на этой же станции.
Был инициатором социалистического соревнования среди сцепщиков станции Тбилиси — Грузовая, которое в последующем распространилось на Тбилисском отделении Закавказской железной дороги. За выдающиеся трудовые достижения по итогам работы в годы Восьмой пятилетки (1966—1970) был награждён Орденом Трудового Красного Знамени.
Досрочно выполнил личные социалистические обязательства и производственные задания Девятой пятилетки (1971—1975). Указом Президиума Верховного Совета СССР от 16 января 1974 года удостоен звания Героя Социалистического Труда за «выдающиеся успехи в выполнении и перевыполнении планов 1973 года и принятых социалистических обязательств» с вручением ордена Ленина и золотой медали «Серп и Молот» (№ 16400).
После выхода на пенсию проживал в Тбилиси.
Награды
- Герой Социалистического Труда
- Орден Ленина
- Орден Трудового Красного Знамени (04.05.1971)